# 12028 Annekinney
12028 Annekinney este un asteroid din centura principală de asteroizi.

## Descriere
12028 Annekinney este un asteroid din centura principală de asteroizi. A fost descoperit pe 9 ianuarie 1997 la Ōizumi de Takao Kobayashi. Asteroidul prezintă o orbită caracterizată de o semiaxă mare de 2,59 ua, o excentricitate de 0,18 și o înclinație de 14,3° în raport cu ecliptica.